# Munich (North Dakota)
Munich ist ein Dorf im Cavalier County im Norden des US-Bundesstaates North Dakota etwa 35 Kilometer südlich der Grenze zu Kanada. Es hat 190 Einwohner auf einer Fläche von 1,6 km². Die Bevölkerungsdichte liegt bei 51/km² und die Höhe bei 486 m. ü. M. Munich wurde im Jahr 1904 an der Eisenbahnstrecke von Lakota nach Sarles gegründet und besitzt einen Park. Das Dorf ist nach der Stadt München in Oberbayern benannt.

## Demografische Daten
Das durchschnittliche Einkommen eines Haushalts liegt bei 25.156 US-Dollar, das durchschnittliche Einkommen einer Familie bei 38.125 US-Dollar. Männer haben ein durchschnittliches Einkommen von 21.750 US-Dollar gegenüber den Frauen mit durchschnittlich 19.375 US-Dollar. Das Pro-Kopf-Einkommen liegt bei 16.849 US-Dollar. 6,3 % der Einwohner und 11,4 % der Familien leben unterhalb der Armutsgrenze. 12,3 % der Einwohner sind unter 18 Jahre alt und auf 100 Frauen ab 18 Jahren und darüber kommen statistisch 89,2 Männer. Das Durchschnittsalter beträgt 44 Jahre. (Stand: 2000)
Die Bevölkerung besteht zu 59 % aus Deutschstämmigen, gefolgt von Englischstämmigen (10,4 %), Norwegischstämmigen (8,6 %), Irischstämmigen (7,1 %), Schottischstämmigen (6,0 %) und Schwedischstämmigen (6,0 %).